# Apotomus chaudoirii
Apotomus chaudoirii es una especie de escarabajo de la familia Carabidae.

## Distribución geográfica
Se distribuye por el paleártico: las islas Canarias (España), Madeira y el noroeste del Magreb.